# Boyland Common
Boyland Common – wieś w Anglii, w hrabstwie Norfolk. Leży 30 km na południowy zachód od Norwich i 129 km na północny wschód od Londynu.